# Ljubiš
Ljubiš (cyr. Љубиш) – wieś w Serbii, w okręgu zlatiborskim, w gminie Čajetina. W 2011 roku liczyła 515 mieszkańców.